# Te voi face să iubești viața
Te voi face să iubești viața (titlul original: în franceză Je vous ferai aimer la vie) este un film dramatic francez, realizat în 1979 de regizorul Serge Korber, protagoniști fiind actorii Marie Dubois, Stéphane Garcin, Julien Guiomar și Jean-Claude Massoulier.

## Rezumat
Anielle îl crește singură pe Olivier, fiul ei în vârstă de 17 ani. Acesta este victima unui accident grav de motocicletă, iar doctorul Soltier intervine. Dar Olivier nu suportă operația și se pune problema donării de organe.
Presat de o colegă care are nevoie urgentă de rinichii tânărului decedat, medicul trebuie atât să-i anunțe tragica veste lui Anielle, cât și să-i ceară autorizația pentru probă. Îngrozitor de șocată când află de moartea fiului ei, ea dispare și chiar încearcă să se sinucidă. Doctorul Soltier o va găsi la timp. Anielle înțelege atunci importanța cererii medicului și acceptă să semneze.

## Distribuție
- Marie Dubois – Anielle Doucet, mama lui Olivier
- Julien Guiomar – doctorul chirurg Pierre Soltier
- Jean-Claude Massoulier – doctorul Jacques Méran
- Micheline Luccioni – dna. Kolb , infirmiera
- Stéphane Garcin – Olivier Doucet, fiul de 17 ani a lui Anielle
- Catherine Mongodin – Laurence - micuța prietenă a lui Olivier
- Jean-Yves Gautier – Tortelier
- Denis Dahan – Gérard
- Vava – Chloé
- Patrick Préjean – Philippe, automobilistul
- Henri Attal – un angajat la garaj
- Alexandra Warnery –
- Johnny Wessler –
- Rosine Young –
- Marc Lebel –
- Sylvie Lenoir –
- Tiphaine Leroux –
- Raymond Loyer – Gabriel
- Rita Maiden –
- Rebecca Potok –
- Francine Roussel –
- Yvon Sarray –
- Gilbert Servien –
- Jean-Pierre Vaguer –
- Pierre Baton –
- Emmanuelle Brunschwig –
- Cerise –
- Madeleine Damien –
- Pierre Danny –
- Marc de Jonge –
- Nicole Desailly –
- Jacqueline Doyen –
- Bernard Dumaine –
- Max Elisée –
- Luc Florian –
- Michel Fortin –
- Sébastien Foure –
- Jean-Paul Franky –
- David Gabison –
- Carole Grove –
- Christine Hermann –
- Denis Héraud –